# Félix Dürrbach
Félix Dürrbach, né le 19 décembre 1859 à Schiltigheim et mort le 27 avril 1931 à Toulouse, est un épigraphiste et helléniste français.

## Biographie
Élève de l'École normale supérieure (promotion 1880), il obtient l'agrégation de lettres en 1883 et soutient sa thèse de doctorat à Paris en 1890. Il enseigne aux Facultés de lettres de Clermont, de Caen puis de Toulouse où il termine sa carrière. Il participe à plusieurs fouilles archéologiques à Délos.
Il est membre de l’École française d'Athènes de 1883 à 1885. Il est également membre de l'Institut et de l'Académie des inscriptions et belles-lettres.
Une rue de la ville de Toulouse porte son nom.

## Œuvres
- L'orateur Lycurgue : étude historique et littéraire, Paris, Ernest Thorin éditeur, coll. « Bibliothèque des Écoles françaises d'Athènes et de Rome no 57 », 1890, 192 p. (lire en ligne).
- De Oropo et Amphiarai sacro, Paris, E. Thorin, 1890.
- Extraits des orateurs attiques (Lysias - Isocrate - Eschine - Hypéride), Paris, Ch. Delagrave, 1899.
- Choix d'inscriptions de Délos, avec traduction et commentaire, Chartres, Durand, 1921.

## Traductions
- Lycurgue, Contre Léocrate. Fragments, Paris, Les Belles lettres, 1932, 183 p.